# Kajetanów (gmina Zagnańsk)
Kajetanów – wieś w Polsce, położona w województwie świętokrzyskim, w powiecie kieleckim, w gminie Zagnańsk.
| SIMC    | Nazwa      | Rodzaj    |
| ------- | ---------- | --------- |
| 0279887 | Kacza Góra | część wsi |

W latach 1954–1961 wieś należała i była siedzibą władz gromady Kajetanów, po jej zniesieniu w gromadzie Wiśniówka. W latach 1975–1998 miejscowość administracyjnie należała do województwa kieleckiego.

## Transport
Wieś położona jest przy węźle drogowym Kielce Północ (Zachodnia Obwodnica Kielc), wzdłuż starego przebiegu drogi międzynarodowej E77.

Dojazd z Kielc zapewniają autobusy linii 7 (Dworzec Autobusowy -  Kajetanów Pętla).

## Historia wsi
W XIX wieku Kajetanów opisano jako wieś w powiecie kieleckim, gminie Samsonów w parafii Zagnańsk. Leży o 10 wiorst na płn. od Kielc, a 23 wiorst od Chęcin, u stóp góry Wiśniówki z pasma Łysogór.

Na przestrzeni jednej mili kwadratowej posiada marmur czarny, śród permskiej formacyji (...)

Podług spisu z 1827 roku było tu 9 domów i 59 mieszkańców.

## Sport
W miejscowości siedzibę miał klub piłkarski Lubrzanka Kajetanów, który wycofał się po rundzie jesiennej sezonu 2021/22 z IV ligi.